# 铁榄
铁榄（学名：Sinosideroxylon pedunculatum）为山榄科铁榄属下的一个变种。

## 扩展阅读
維基物種上的相關：铁榄